# Chikara
CHIKARA (también llamada en ocasiones CHIKARA Pro) fue una promoción de lucha libre mexicana estadounidense situada en Filadelfia (Pensilvania). Sus principales eventos cada año incluían  el "King of Trios" en febrero, "Aniversario" en mayo, "Young Lions Cup" en junio y "Torneo Cibernético" en agosto.
La empresa hace uso de su nombre y logo del kanji japonés que significa fuerza.
La promoción se cerró en junio de 2020, después de que se hicieron varias acusaciones contra la promoción y el entrenador principal, Quackenbush, como parte del movimiento Speaking Out. No está relacionada con la  Chikara Karate International Organisation / Chikara Judd Reid martial Arts con sede en Melbourne Australia, fundada y liderada por el mítico peleador de artes marciales Judd Reid Shihan, y cuya sede en México maneja el luchador y actor Almeida "Sensei" Saavedra.

## Historia
La promoción tiene su origen en la Wrestle Factory, una escuela de lucha libre profesional fundada en Allentown, Pensilvania por Mike Quackenbush y "Reckless Youth" Tom Carter el 7 de enero de 2002. A los cinco meses, la escuela fundó Chikara. La primera clase incluyó a UltraMantis, Mr. ZERO, Dragonfly, Hallowicked e Ichabod Slayne. En mayo de ese año, Chikara se convirtió en una promoción de lucha libre para así poder mostrar a sus alumnos. El primer evento se llevó a cabo el 25 de mayo de 2002, incluyendo además varios luchadores independientes como Don Montoya, CM Punk, Colt Cabana, Chris Hero, Love Bug, Marshal Law y Blind Rage, además de los profesores. El evento principal fue Quackenbush, Youth & Don Montoya como the Black T-Shirt Squad contra the Gold Bond Mafia (Chris Hero, CM Punk & Colt Cabana), ganando los primeros. En los comienzos de la empresa, Blind Rage, Hallowicked e Ichabod Slayne formaron un stable conocido como the Night Shift, convirtiéndose en el principal grupo de rudos. Normalmente tuvieron feudos con los técnicos Quackenbush, Youth y UltraMantis. 
En 2002, la empresa fue denunciada por celebrar eventos en la Wrestle Factory por vecinos activistas que alegaban que el recinto no era apto para reuniones ni ese tipo de eventos. Además, se quejaron porque no disponían de un aparcamiento adecuado para los eventos, por lo que no pudieron organizarse más eventos en el recinto. Esto hizo que no pudieran celebrarse más eventos hasta octubre. Durante este período, la empresa lanzó grabaciones de sus primeros espectáculos, titulados "The Renaissance Dawns" y "Baila, Parka, Baila", (este último tuvo la aparición del luchador L.A. Park) y permitió que sus alumnos lucharan en otras promociones, como la IWA-MS. Al poco, llegó a un acuerdo con la Iglesia Luterana de San Juan de Allentown para organizar eventos, a tan sólo ocho manzanas de la Wrestle Factory. También inició un segundo curso, pero Reckless Youth dejó de ser entrenador al retirarse del mundo de la lucha libre. En el primer evento en la nueva localización, the Wildcards (Eddie Kingston & BlackJack Marciano), Gran Akuma, DJ Skittlez, Melvin Snodgrass y Lester Crabtree hicieron su debut, uniéndose poco después los graduados de la Wrestle Factory Jigsaw y Bryce Remsburg.
Poco después, organizó la primera Chikara Young Lions Cup. Comúnmente abreviada YLC, es un torneo para mostrar a los mejores luchadores de la Wrestle Factory, además de poder mostrar a talento independiente. Hallowicked derrotó a Mr. ZERO para ganar el primer torneo. El primer año, se tomó unas vacaciones de dos semanas en Navidad, regresando en 2003 con un formato de "temporadas", el cual mantiene hasta la actualidad. 
En 2004, Chris Hero se convirtió en el co-entrenador de la Wrestle Factory, reemplazando a Carter. En 2005, Jorge "Skayde" Rivera se unió como el tercer entrenador. En marzo de ese mismo año, la escuela trasladó todo su talento desde Allentown hasta la New Alhambra Arena, en Filadelfia. En esta nueva localización, la escuela también empezó a entrenar a talentos para la Combat Zone Wrestling (CZW), empresa que tenía su sede en ese Estado, pasando a llamarse CZW/Chikara Wrestle Factory. Sin embargo, en 2007, ambas escuelas se separaron volviendo a llamarse Chikara Wrestle Factory. En 2007, Claudio Castagnoli tomó el papel de Hero como entrenador de la escuela.
La empresa batió su récord de mayor asistencia el 2 de marzo de 2008, durante la final del torneo King of Trios en la New Alhambra Arena, reuniendo a 550 personas, Sin embargo, el récord volvió a romperse el 31 de enero de 2010, en el primer evento de su nvena temporada A Touch of Class, (600 personas) y el 25 de julio en Chikarasaurus Rex: King of Show, (755 personas). El último evento fue lanzado por Smart Mark Video en DVD a menos de 24 horas de que finalizara.
Chikara celebra Internet pay-per-views con el nombre de "Pod-Per-Views". También tiene un programa en internet llamado hikara Chikara Podcast-A-Go-Go, el cual contiene luchas y entrevistas.
El 26 de abril de 2009, inició una relación con la empresa Dragon Gate USA, intercambiando ambas empresas a sus luchadores. El 25 de abril de 2010, anunció que ese año lanzarían su primer videojuego, para varias platadormas, llamado Rudo Resurrection.
El 13 de noviembre de 2011, la empresa celebró su primer Internet pay-per-view en vivo, llamado High Noon, en el cual se coronaría al primer Gran Campeón de Chikara, el cual fue Eddie Kingston. Además, el evento volvió a romper el récord de asistencia, con 864 asistentes.
A finales de 2011, debido a que Castagnoli firmó con la WWE, abandonó su puesto como entrenador, dejándoselo a Quackenbush. A principios de 2012, la Wrestle Factory volvió a trasladarse, en este caso a Huntingdon Valley, Filadelfia.
Además, es conocida por trabajar con empresas japonesas para traer a sus talentos a luchar en los Estados Unidos, como Dragon Gate, Ice Ribbon, Japanese Women Pro-Wrestling Project, y Sendai Girls' Pro Wrestling. En diciembre de 2011, hospedó el evento de tres días JoshiMania, el cual incluyó a algunos de los más grandes nombres del joshi puroresu. Luchadoras como Aja Kong, Dick Togo, Great Sasuke, Jinsei Shinzaki, Kana, Kaori Yoneyama y Mayumi Ozaki han hecho pocas apariciones en Estados Unidos, mientras que Manami Toyota ha luchado varias veces en Chikara desde julio de 2010. Desde 2010, Chikara ha tenido una relación muy importante con la empresa Osaka Pro Wrestling.

## Campeones actuales
| Campeonato                     | Campeón actual                                           | Obtenido el            | días como campeón | Show o evento           |
| ------------------------------ | -------------------------------------------------------- | ---------------------- | ----------------- | ----------------------- |
| Gran Campeonato de Chikara     | Dasher Hatfield                                          | 5 de abril de 2019     | 2167+             | Nueva Jersey, NJ        |
| Chikara Campeonatos de Parejas | The Bird And The Bee (Solo Darling & Willow Nightingale) | 9 de noviembre de 2019 | 1949+             | Filadelfia, Pensilvania |
| Young Lions Cup                | Ricky South                                              | 18 de enero de 2020    | 1879+             | Filadelfia, Pensilvania |

## Elenco

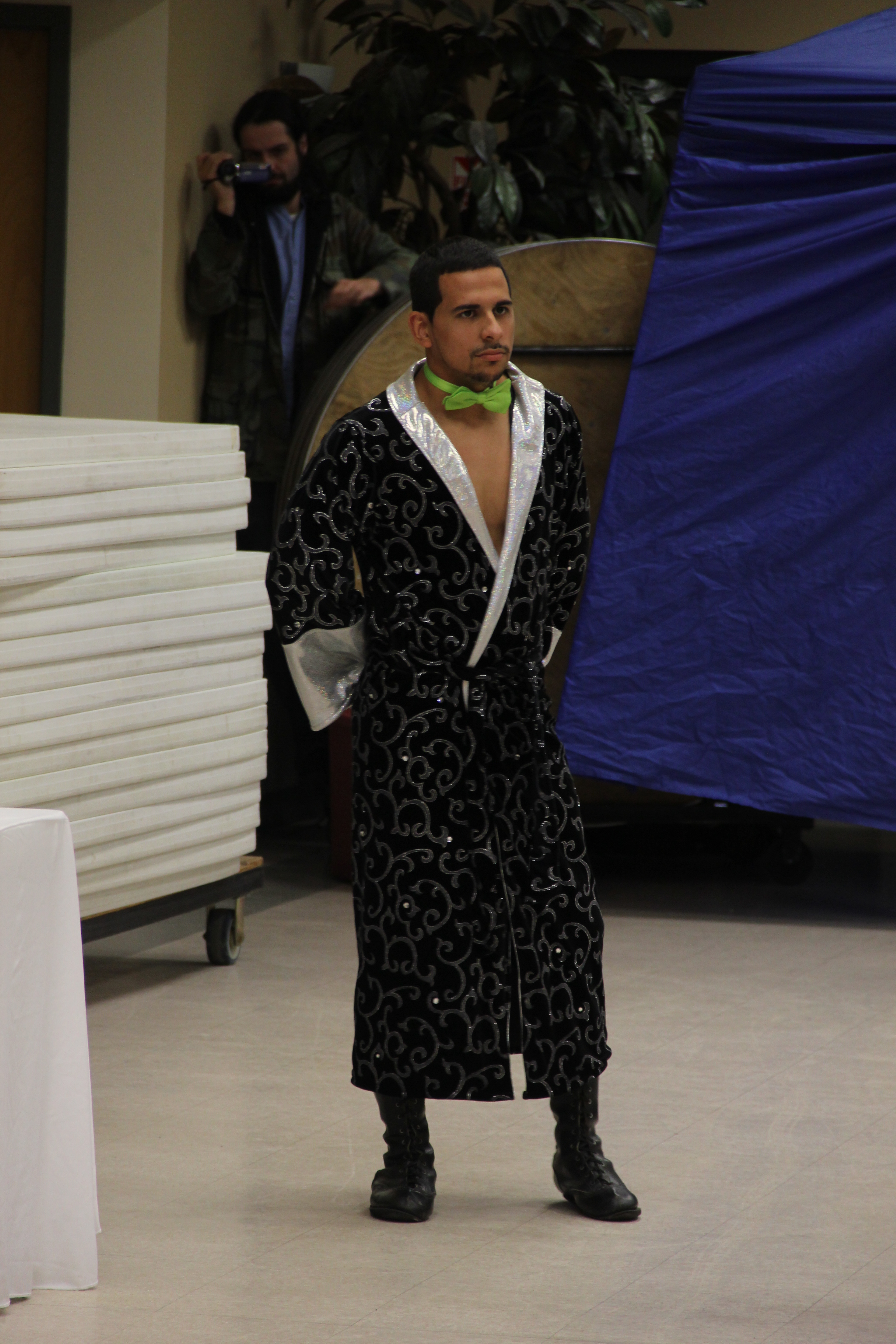
John Francis of Coronado

### Luchadores
| Nombre                             | Notas |
| ---------------------------------- | --- |
| Blanche Babish                     | |
| Blank                              | |
| Boomer Hatfield                    | |
| Cajun Crawdad                      | |
| Callux the Castigator              | |
| Cornelius Crummels                 | |
| Danjerhawk                         | |
| Dasher Hatfield                    | Gran Campeón de Chikara |
| El Hijo del Ice Cream              | |
| Fire Ant                           | Entrenador |
| Frantik                            | |
| Frightmare                         | |
| Green Ant (II)                     | |
| Hallowicked                        | Entrenador |
| Hermit Crab                        | |
| Icarus                             | |
| Ice Cream Jr.                      | |
| Jeremy Leary                       | |
| John Francis of Coronado           | Entrenador |
| Kobald                             | |
| Lucas Calhoun                      | |
| Merlok                             | |
| Mike Quackenbush                   | Fundador y dueño Head Entrenador en jefe de The Wrestle Factory Anfitrión de Chikara Podcast-A-Go-Go Comentarista principal |
| Missile Assault Man                | |
| Molly McCoy                        | |
| Oceanea                            | |
| Officer Warren Barksdale           | |
| Oleg the Usurper                   | |
| Ophidian                           | Entrenador |
| Princess KimberLee                 | |
| Razerhawk                          | |
| Rick Roland                        | |
| Sloan Caprice                      | |
| Solo Darling                       | Chikara Campeón de Parejas                                                                                                  |
| Sonny Defarge                      | Entrenador |
| Still Life With Apricots and Pears | Chikara Campeón Young Lions Cup                                                                                             |
| Stray Kat                          | |
| Thief Ant                          | |
| Travis Huckabee                    | |
| Tony Deppen                        | |
| Volgar (II)                        | |
| Willow Nightingale                 | Chikara Campeón de Parejas                                                                                                  |
| The Whisper                        | |
| Worker Ant (II)                    | |

### Árbitros
| Nombre          | Notas                       |
| --------------- | --------------------------- |
| Jonathan Barber |                             |
| Kris Levin      |                             |
| Bryce Remsburg  | Comentarista Árbitro senior |
| Betsy Ross      |                             |

### Otros artistas
| Nombre              | Notas                                                                   |
| ------------------- | ----------------------------------------------------------------------- |
| Sidney Bakabella    | Comentarista Director de Fun                                            |
| Mark Adam Haggerty  | Anfitrión de Chikara Event Center Maestra de ceremonias Anunciador      |
| Doc Diamondfire     | Entrevistador                                                           |
| Robbie Ellis        | Propietario (kayfabe)                                                   |
| Scott Holladay      | Comentarista                                                            |
| Mortimer            | Manager de The Whisper                                                  |
| Professor Nicodemus | Manager de The Proteus Wheel (Volgar, Callux the Castigator, & Frantik) |

## Lanzamientos de DVD comerciales
Lanzamientos de Big Vision Entertainment
| Nombre del DVD  | Fecha de Lanzamiento   | Región | Información Adicional                   |
| --------------- | ---------------------- | ------ | --------------------------------------- |
| Best of Chikara | 6 de noviembre de 2007 | Global | Contiene 9 luchas entre el 2005 y 2006. |